# ديفيد إتش جارفيس
ديفيد إتش جارفيس (بالإنجليزية: David H. Jarvis)‏ هو ربان السفينة أمريكي، ولد في 24 أغسطس 1862 في برلين في الولايات المتحدة، وتوفي في 23 يونيو 1911 في سياتل في الولايات المتحدة.